# Urosigalphus neobruchi
Urosigalphus neobruchi är en stekelart som beskrevs av Gibson 1972. Urosigalphus neobruchi ingår i släktet Urosigalphus och familjen bracksteklar. Inga underarter finns listade i Catalogue of Life.